# 大庆油田有限责任公司
中国石油天然气股份有限公司的全资子公司，成立于2000年1月1日。大庆油田有限责任公司（简称大庆油公司），是以石油、天然气的勘探、开发为主营业务的国家控股特大型企业。业务范围主要包括勘探开发、工程技术、工程建设、生产保障、装备制造、油田化工、矿区服务等业务板块，具有较为完整的业务体系和综合一体化优势。
在大庆油田系统内部宣传时亦称为油田公司或油公司其下设董事会、监事会和经理层，具有独立的外经外贸权。拥有从原大庆石油管理局分離出的油田开采主体行业，即：10个采油厂（中国的采油厂类似于中国的矿山业，通常拥有自己的文教卫生系统）、13个分公司和6个控股子公司。大庆油田自开发以来，曾连续多年保持年产原油5000万吨以上。
目前在蒙古国哈拉哈河苏木塔木察格设有分公司。

## 旗下單位
- 第一采油厂：為中国最大的采油厂，1960年10月成立於黑龙江省大庆市萨尔图区。
- 第二采油厂：位于黑龙江省大庆市红岗区，成立于1964年11月。
- 第三采油厂：1966年10月1日在黑龙江大庆市萨尔图区拥军村成立。
- 第四采油厂：黑龙江省大庆红岗区，注册成立时间不详。
- 第五采油厂：黑龙江省大庆红岗区，注册成立时间不详。
- 第六采油厂：位在让胡路区，于1975年1月1日在黑龙江大庆市庆新村注册成立，负责喇嘛甸油田开采。
- 第七采油厂：于1975年9月1日在黑龙江大庆庆葡村注册成立。
- 第八采油厂：
- 第九采油厂
- 第十采油厂
- 榆树林油田
- 头台油田
- 天然气分公司
- 储运销售分公司
- 试油试采分公司
- 地质录井分公司
- 井下作业分公司
- 勘探开发研究院
- 油田建设设计院
- 采油工程研究院
- 呼伦贝尔分公司
- 测试技术服务分公司